# Die Heilsjäger
Die Heilsjäger (Originaltitel: The Salvation Hunters) ist ein US-amerikanisches Stummfilmdrama aus dem Jahre 1925, mit dem Josef von Sternberg sein Regiedebüt gab.

## Handlung
Ein junger Mann, der nahe einem Hafen lebt, hat jede Hoffnung auf ein besseres Leben aufgegeben. Er ist ohne Arbeit und obdachlos. Laut dem jungen Mann ist die Welt in zwei Menschentypen aufgeteilt, den erfolglosen und verarmten „Kindern des Schlamms“ sowie den glücklichen und wohlhabenden „Kindern der Sonne“. Zusammen mit seiner zynischen Geliebten, der jungen Frau, sammelt er mehr oder weniger erfolgreich Essensreste, um wenigstens nicht zu hungern. Als ein brutaler Mann dem Mädchen ebenfalls den Hof machen will, geht das junge Paar in die Großstadt – der junge Mann scheut sich um die offene Konfrontation mit seinem Rivalen. Mit in die Stadt nimmt das Paar einen Waisenjungen, der seine Eltern bei einem Autounfall verloren hat und ebenfalls von dem brutalen Mann gequält wurde.
In der Stadt sind die drei zunächst orientierungslos, als ein Mann sie entdeckt, der ihnen kostenlose Unterkunft bei sich im Hause anbietet. Insgeheim hofft der Vermieter jedoch darauf, dass der junge Mann keine Arbeitsstelle findet und das Mädchen – eine Schönheit – wegen der finanziellen Not dann gezwungen ist, sich an ihm zu prostituieren. Tatsächlich findet der junge Mann keinen Job, doch das Mädchen verweigert sich den Avancen des Vermieters. Letztlich nimmt der Vermieter das junge Paar hinaus aufs Land, wo er sich an das Mädchen heranmacht. Doch ausgerechnet da findet der junge Mann seinen Mut und kann den Vermieter verprügeln. Der junge Mann hat seine Hoffnung gefunden und glaubt nun, dass er zu den Kindern der Sonne gehört: „Es sind nicht die Bedingungen, es ist auch nicht die Umgebung – unser Vertrauen kontrolliert unsere Leben!“
Der junge Mann, die junge Frau und das Kind gehen gemeinsam dem Sonnenaufgang entgegen.

## Produktionsgeschichte
Nachdem er bereits in einer Filmreparaturwerkstatt sowie als Regieassistent einige Erfahrungen im Film gesammelt hatte, bedeutete The Salvation Hunters das Regiedebüt für den 31-jährigen Josef von Sternberg. Sein Name war der Filmwelt aber noch so unbekannt, dass er von der kleinen, unabhängigen Produktionsfirma World Film Company nur 5.000 US-Dollar Budget bekam. Sein Ziel war es, sich mit diesem Film den Weg nach Hollywood zu ebnen. The Salvation Hunters wird wegen seiner unabhängigen Produktion unter niedrigem Budget auch immer wieder als „erster amerikanischer Independent-Film“ bezeichnet. Ein großer Teil des Filmes wurde auch von Hauptdarsteller George K. Arthur finanziert, dem bekanntesten Darsteller des Filmes, der sich schon länger als Filmproduzent ausprobieren wollte und hier seine Chance nutzte.
Gedreht wurde unter anderem in San Pedro und Los Angeles. Mit seinem düsteren, provokanten, sozialkritischen Drama wandte Sternberg sich möglichst vom konventionellen Hollywood-Film ab. 1948 äußerte sich Sternberg, dass Salvation Hunters von all seinen Filmen das einzige wahre Kunstwerk sei, das sein künstlerisches Credo verkünde.

## Rezeption
In den vergangenen Jahren hat The Salvation Hunters zunehmend wieder Aufmerksamkeit erhalten. Gelobt wird speziell der visuelle Eindruck des Filmes, der unter anderem durch einen geschickten Umgang mit Licht und Schatten entsteht. Arte schrieb zu der deutschen Fernsehpremiere von The Salvation Hunters am 17. November 2015: „Der visuell beeindruckende Film ist eine Parabel auf den amerikanischen Traum und erzählt die Geschichte von drei jungen Menschen auf der Suche nach dem Glück. Ihn interessiert weniger, eine emotional aufwühlende Geschichte zu erzählen, als Zustände zu zeigen: Zustände der Fremdheit in einem unwirtlichen Land, des Wartens und des Fatalismus. Erst als sie [die Figuren] ihr Schicksal selbst in die Hand nehmen, entwickeln sie sich zu individuellen Charakteren. Erlösung vom alten Ego der Gleichgültigkeit und Unterwürfigkeit, das ist die Rettung der ‚Heilssucher‘“ Das Lexikon des internationalen Films merkte an, dass Salvation Hunters neben Anatahan aus dem Jahre 1953 der einzige Film war, den Sternberg in völliger künstlerischer Freiheit realisieren konnte.
Die Kritik zum Film bei seiner Veröffentlichung war gespalten. Bruce Guerin (* 18. Januar 1919; † 27. Juni 2012), Darsteller des Waisenkindes, zeigte sich über achtzig Jahre nach Veröffentlichung des Filmes amüsiert, dass Salvation Hunters heute eine positive Rezeption erhält: „Einige Kritiker schrieben damals, es sei vielleicht der schlechteste Film aller Zeiten!“, erinnerte sich Guerin. Dennoch entwickelte sich Sternbergs Debütfilm – für ein billig produziertes Independentwerk – zum relativen Überraschungserfolg und verschaffte ihm die erhoffte Aufmerksamkeit.
Besonders die United-Artists-Gründer Charlie Chaplin, Douglas Fairbanks senior und Mary Pickford waren positiv überrascht vom Film, der durch ihre Produktionsfirma United Artist an den amerikanischen Kinos vertrieben wurde. Die drei Filmgrößen zeigten sich so beeindruckt, dass sie Sternberg bei United Artists unter Vertrag nahmen. Für Charlie Chaplin als Produzenten drehte Sternberg 1926 als Regisseur das Filmdrama A Woman of the Sea. Dieser Film sollte der strauchelnden Karriere von Chaplins früherer Leading Lady und Freundin Edna Purviance hochhelfen. Offenbar war das fertige Filmprodukt aber so unkommerziell, dass Chaplin A Woman of the Sea nie in den Kinos erscheinen ließ. Inzwischen gilt der Film als verschollen. Josef von Sternberg schaffte trotzdem bereits Ende der 1920er-Jahre mit Filmen wie Unterwelt und Sein letzter Befehl den Sprung zum berühmten Regisseur.
Chaplin entdeckte außerdem beim Ansehen von Salvation Hunters in der noch unbekannten Georgia Hale die Hauptdarstellerin für seinen nächsten Film: den heutigen Klassiker Goldrausch.
Die DVD-Veröffentlichung des Österreichischen Filmmuseums wurde durch ein Video-Essay der Filmhistorikerin Janet Bergstrom, Josef von Sternberg, Salvation Hunter, ergänzt.

## Neuvertonung
Im Auftrag von arte und ZDF vertonte der US-amerikanische Jazz-Pianist Brad Mehldau den Film im Jahr 2015 neu. Das Österreichische Filmmuseum brachte 2016 in der Edition Filmmuseum The Salvation Hunters mit einer neuen Musik des preisgekrönten österreichischen Komponisten Siegfried Friedrich heraus.